# Mirditë (distrito)
Mirditë (em albanês:  Rrethi i Mirditës) é um dos 36 distritos da Albânia localizado na prefeitura de Lezhë. Sua capital é a cidade de Rrëshen.